# Бакай Микола Микитович
Мико́ла Мики́тович Бака́й (10 квітня 1862, м. Гадяч, Полтавська губернія, Російська імперія — 14 січня 1927, м. Томськ, СРСР) — український радянський історик-архівіст, який досліджував Сибір. Професор Томського державного університету.

## Життєпис
Народився 10 квітня 1862 року у місті Гадяч на Полтавщині. Закінчив Харківський університет у 1888 році. За направленням поїхав до Красноярська, де спочатку викладав історію у Красноярській чоловічій гімназії, а згодом став директором цього навчального закладу. Працював також у гімназіях Іркутська та Томська. Протягом 1902—1917 роках був директором Єнісейської, Іркутської та Томської гімназій.
У квітні 1888 року на засіданні Історично-філологічного товариства прочитав реферат «Про полонізацію Сіверщини й Полтавщини у XV—XVI століть» як вступ до своєї наукової праці про полонізацію цих територій у XVII-XVIII століть. Досліджував архіви Якутії, Іркутської та Томської губерній, збирав та вивчав документи про перебування в Сибіру декабристів, петрашевців, М. Бакуніна, М. Чернишевського та багатьох інших.
У 1919–1920 роках — секретар та дійсний член історично-етнографічного відділу Інституту дослідження Сибіру. Від листопада 1920 року — організатор та завідувач Томського губернського архіву, одночасно — професор Томського університету.
За його ініціативи від 1921 року при університеті діяли курси підготовки архівних кадрів. У 1925 році підготував до публікації спогади селян Східного Сибіру про декабриста М. Луніна, статтю про декабриста І. Якушкіна та інші. На основі архівних документів виголошував доповіді на теми культурного минулого Сибіру (зокрема «Перші академіки як історики Сибіру», «Академія наук і минуле Сибіру», «Роль декабристів у культурному піднесенні Сибіру»).
Автор близько 40 наукових праць, зокрема з історії України. Брав активну участь в описі документів Малоросійської колегії XVIII століття. Виявив невідомі частини Румянцевського опису Малоросії, стосовно Зіньківського та Полтавського полків.

## Творчий доробок
- Биография «сибирского Карамзина» П. А. Словцова.
- Любопытный сборник документов в Гадяче // КС. — 1884. — № 12. — С. 735–739.
- Тобольск во второй четверти XVIII века.
- О составлении переписных книг городов Мангезии и Туруханска во второй половине XVIII века.
- К истории колонизации Левобережной Украины в XV-XVI веке // СХИФИО. — 1892. — т. 4. — С. 1—22.
- Городничий и св. пятница. К истории народных суеверий // КС. — 1885. — № 12.
- Уцелевшие остатки архива К. Г. Разумовского // КС. — 1886. — № 12. — С. 743–746.
- Поездка гетьмана К. Г. Разумовского в Батурин и Козелец // КС. — 1888. — № 6. — С. 74–75.
- Южнорусский дворянин XVIII века // КС. — 1885. — № 4. — С. 717–742.
- Значение сельской громады в судебном процессе конца XVII века // КС. — 1886. — № 11. — С. 567—569.